# Sultsina

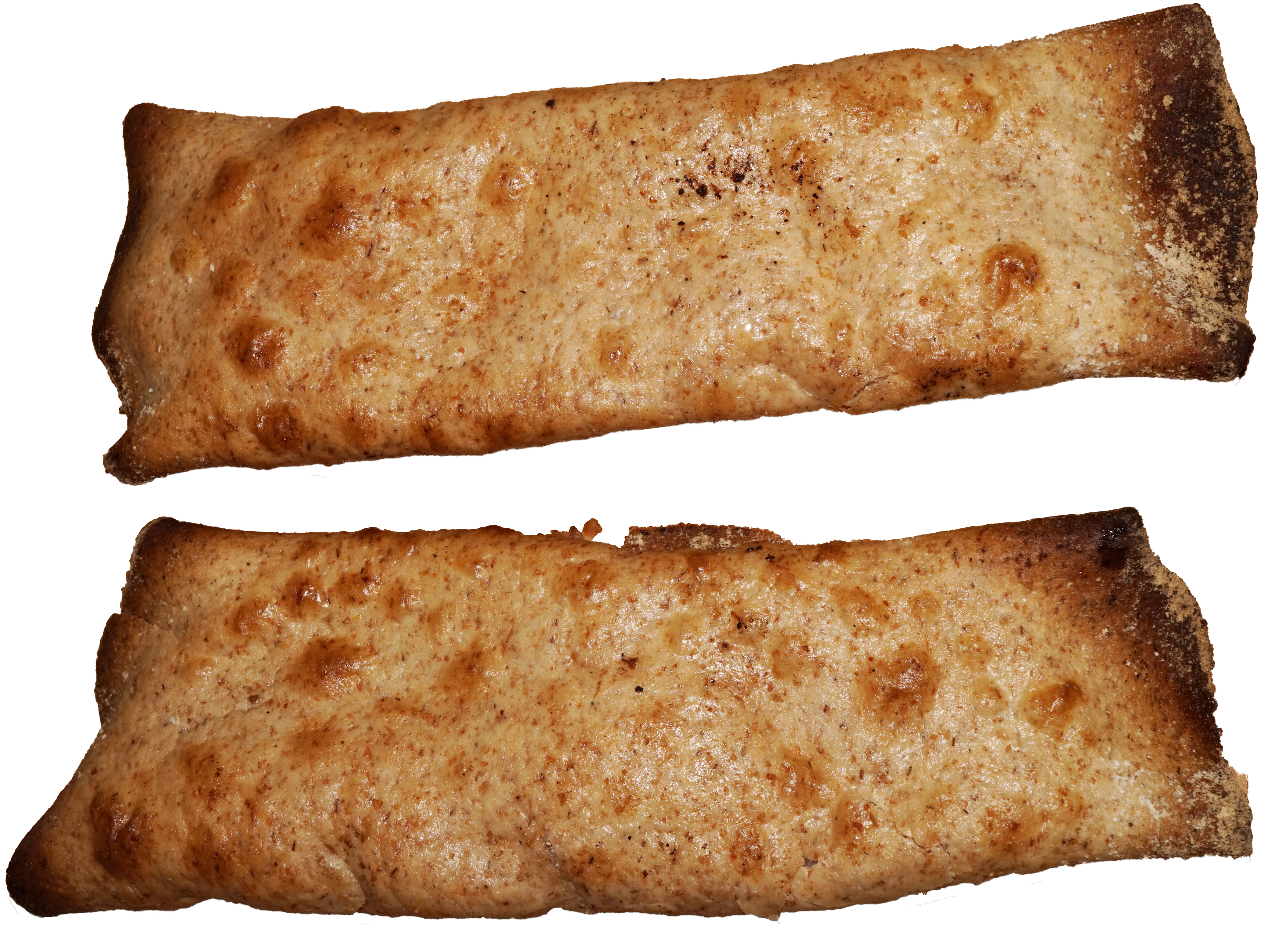
Sultsina

Sultsina è un dolce tradizionale careliano, una via di mezzo tra una crêpe e pane azzimo, fatto con un ripieno di segale non  fermentata e una particolare farina (mannapuuro) oppure anche di riso al latte.